# Kazuto Suzuki
Kazuto Suzuki (nascut el 13 d'octubre de 1970) és un politòleg japonès. Professor a la Graduate School of Public Policy de la Universitat de Tòquio. Està especialitzat en política internacional, economia política internacional i estudis de la UE.

## Trajectòria
Nascut a la ciutat d'Ueda, a la prefectura de Nagano. El setembre de 1987, va prendre una excedència a l'escola secundària Higashi Katsushika de la prefectura de Chiba i, a l'octubre del mateix any, a causa de la feina del seu pare, va marxar als Estats Units per estudiar a l'escola secundària de San Marino a San Marino, Califòrnia. Allà es va graduar el 1989. L'abril de 1990, va ingressar a l'Escola de Relacions Internacionals de la Universitat de Ritsumeikan. Va abandonar els estudis el març de 1993 per saltar-se un grau i entrar a la mateixa escola de postgrau. El març de 1995 va finalitzar el màster a la Graduate School of International Relations, i l'abril del mateix any va ingressar al programa de doctorat a la mateixa escola. Va deixar la universitat el març de l'any següent per estudiar al Regne Unit. El 1996 va ingressar a l'Institut d'Estudis Europeus de la Universitat de Sussex, on es va doctorar el setembre de 2000.
L'octubre de 2000 es va convertir en professor a temps complet al Departament de Ciències Socials de la Universitat de Tsukuba i el 2005 va esdevenir professor associat a l'Escola de Postgrau en Humanitats i Ciències Socials de la mateixa universitat, on esdevingué professor associat. El 2008 fou nomenat professor associat a l'Escola de Postgrau de Política Pública de la Universitat d'Hokkaido i professor el 2011. Des de 2015 és professor a l'Escola de Postgrau de Polítiques Públiques de la Universitat d'Hokkaido i investigador conjunt al Centre d'Investigació Eslava i Eurasiàtica de la mateixa universitat. El 2020 va començar a treballar com a professor a la Universitat de Tòquio.
Des de 2022 treballa com assessor pel Govern del Japó, i va formar part del panell de Sancions a l'Iran del Consell de Seguretat de l'ONU. És cofundador de l'Institut de Geoeconomia a la Casa Internacional del Japó.